# Districtul Chaloem Phra Kiat, Nakhon Ratchasima
Chaloem Phra Kiat (în thailandeză เฉลิมพระเกียรติ) este un district (Amphoe) din provincia Nakhon Ratchasima, Thailanda, cu o populație de 33.151 de locuitori și o suprafață de 254,1 km².

## Componență
Districtul este subdivizat în 5 subdistricte (tambon). 
| 1. | Chang Thong    | ช้างทอง     |  |
| 2. | Tha Chang      | ท่าช้าง      |  |
| 3. | Phra Phut      | พระพุทธ     |  |
| 4. | Nong Ngu Lueam | หนองงูเหลือม |  |
| 5. | Nong Yang      | หนองยาง    |  |